# Pilea pitresia
Pilea pitresia är en nässelväxtart som beskrevs av Ignatz Urban och Ekman. Pilea pitresia ingår i släktet pileor, och familjen nässelväxter. Inga underarter finns listade i Catalogue of Life.